# Tournefortia curvilimba
Tournefortia curvilimba är en strävbladig växtart som beskrevs av Ellsworth Paine Killip. Tournefortia curvilimba ingår i släktet Tournefortia och familjen strävbladiga växter. Inga underarter finns listade i Catalogue of Life.